# Magnolia floribunda
Magnolia floribunda este o specie de plante din genul Magnolia, familia Magnoliaceae. A fost descrisă pentru prima dată de Achille Eugène Finet și François Gagnepain, și a primit numele actual de la Richard B. Figlar. Conform Catalogue of Life specia Magnolia floribunda nu are subspecii cunoscute.